# Советская (антарктическая станция)
Сове́тская — временная советская антарктическая станция. Идентификационный номер в реестре Всемирной метеорологической организации — 89557.
Расположена на территории Земли кайзера Вильгельма II. Расстояние до станции Мирный — 1420 километров.

## История
В конце 1957 года третья советская антарктическая экспедиция начала работу по покорению антарктического полюса недоступности, о котором научному миру было известно даже меньше, чем о видимой стороне Луны. 26 декабря хорошо подготовленный санно-гусеничный поезд выехал из обсерватории «Мирный» с целью создать промежуточную базу на пути к Полюсу недоступности.
17 февраля 1958 года экспедиционным отрядом при температуре −56 градусов Цельсия была заложена внутриконтинентальная полярная станция «Советская». 5 учёных остались здесь на зимовку, остальные вернулись в обсерваторию «Мирный».
Согласно первым измерениям, высота станции над уровнем моря составляла 3570 м, более поздние замеры показали результат 3662 м.
Второй заход начался 23 октября 1958 года. 29 ноября члены экспедиции прибыли на станцию «Советская», а 3 декабря поезд из 4 тягачей с составом, который включал 18 человек, вышел по направлению к Полюсу недоступности, которого они достигли 14 декабря в 14:45 по московскому времени. Там была основана антарктическая база «Полюс недоступности». 26 декабря станцию «Полюс недоступности» законсервировали, после чего отправились в обратный путь.
31 декабря 1958 год Международный геофизический год закончился, и дальнейшие исследования в Антарктиде проводились под эгидой Международного геофизического сотрудничества (МГС). 3 января 1959 года «Советская» была законсервирована. 18 января экспедиция вернулась в «Мирный».
В январе 2006 года Робин Белл и Майкл Стадинджер, геофизики из Земной обсерватории Ламон-Доэрти Колумбийского университета, установили, что примерно в 2,5 километрах под бывшей станцией располагается озеро ориентировочной площадью 1600 км². Озеро получило наименование Советская (Sovetskaya Lake) в честь станции.

## Климат
Средняя годовая температура воздуха −57,4°C, максимальная — около −20 °C, минимальная — ниже −80 °C. Средняя месячная скорость ветра 2,5—4,6 м/с. Полярная ночь длится с 25 апреля по 19 августа. Атмосферных осадков около 50 мм за год.